# Leo Kokubo
Leo Brian Kokubo (小久保 玲央 ブライアン, Kokubo Reo Buraian, Prefectura de Chiba, Japón, 23 de enero de 2001) es un futbolista japonés-nigeriano que juega de portero en el Sint-Truidense de la Primera División de Bélgica.

## Selección nacional
Nació en Japón, de padre nigeriano y madre japonesa. Es internacional juvenil por Japón, habiendo representado a Japón sub-16 y sub-18.

## Estadísticas

### Clubes
Actualizado al último partido disputado el 8 de noviembre de 2024.
| S. L. Benfica "B" Portugal            | 2.ª           | 2021-22       | 9  | 14 | — | — | — | — | 9  | 14 |
| S. L. Benfica "B" Portugal            | 2.ª           | 2023-24       | 16 | 19 | — | — | — | — | 16 | 19 |
| S. L. Benfica "B" Portugal            | Total club    | Total club    | 25 | 33 | 0 | 0 | 0 | 0 | 25 | 33 |
| Sint-Truidense · Bélgica              | 1.ª           | 2024-25       | 11 | 13 | 0 | 0 | — | — | 11 | 13 |
| Sint-Truidense · Bélgica              | Total club    | Total club    | 11 | 13 | 0 | 0 | 0 | 0 | 11 | 13 |
| Total carrera                         | Total carrera | Total carrera | 36 | 46 | 0 | 0 | 0 | 0 | 36 | 46 |
| (1) Hace referencia a goles encajados |               |               |    |    |   |   |   |   |    |    |